# Liste der Monuments historiques in Pierreville (Meurthe-et-Moselle)
Die Liste der Monuments historiques in Pierreville führt die Monuments historiques in der französischen Gemeinde Pierreville auf.

## Liste der Objekte
| Bezeichnung | Beschreibung                                                                   | Standort                      | Kennzeichnung | Schutzstatus | Datum | Bild |
| ----------- | ------------------------------------------------------------------------------ | ----------------------------- | ------------- | ------------ | ----- | ---- |
| Hauptaltar  | Altartisch und Tabernakel; Holz, farbig gefasst und vergoldet, 18. Jahrhundert | in der Kirche St-Léger (Lage) | PM54000711    | Classé       | 1974  |      |